# Świerczek (województwo świętokrzyskie)
Świerczek – wieś w Polsce położona w województwie świętokrzyskim, w powiecie skarżyskim, w gminie Skarżysko Kościelne.
Był wsią klasztoru cystersów wąchockich w województwie sandomierskim w ostatniej ćwierci XVI wieku. W latach 1975–1998 miejscowość położona była w województwie kieleckim.
Wierni Kościoła rzymskokatolickiego należą do parafii Trójcy Przenajświętszej w Skarżysku Kościelnym.

## Historia
Świerczek w wieku XIX wieś włościańska w powiecie iłżeckim, gminie i parafii Skarżysko Kościelne, odległy od Iłży 23 wiorsty. 

W 1882 posiadał 17 domów 111 mieszkańców na 275 morgach ziemi.

W 1827 r. było we wsi 9 domów i 77 mieszkańców.

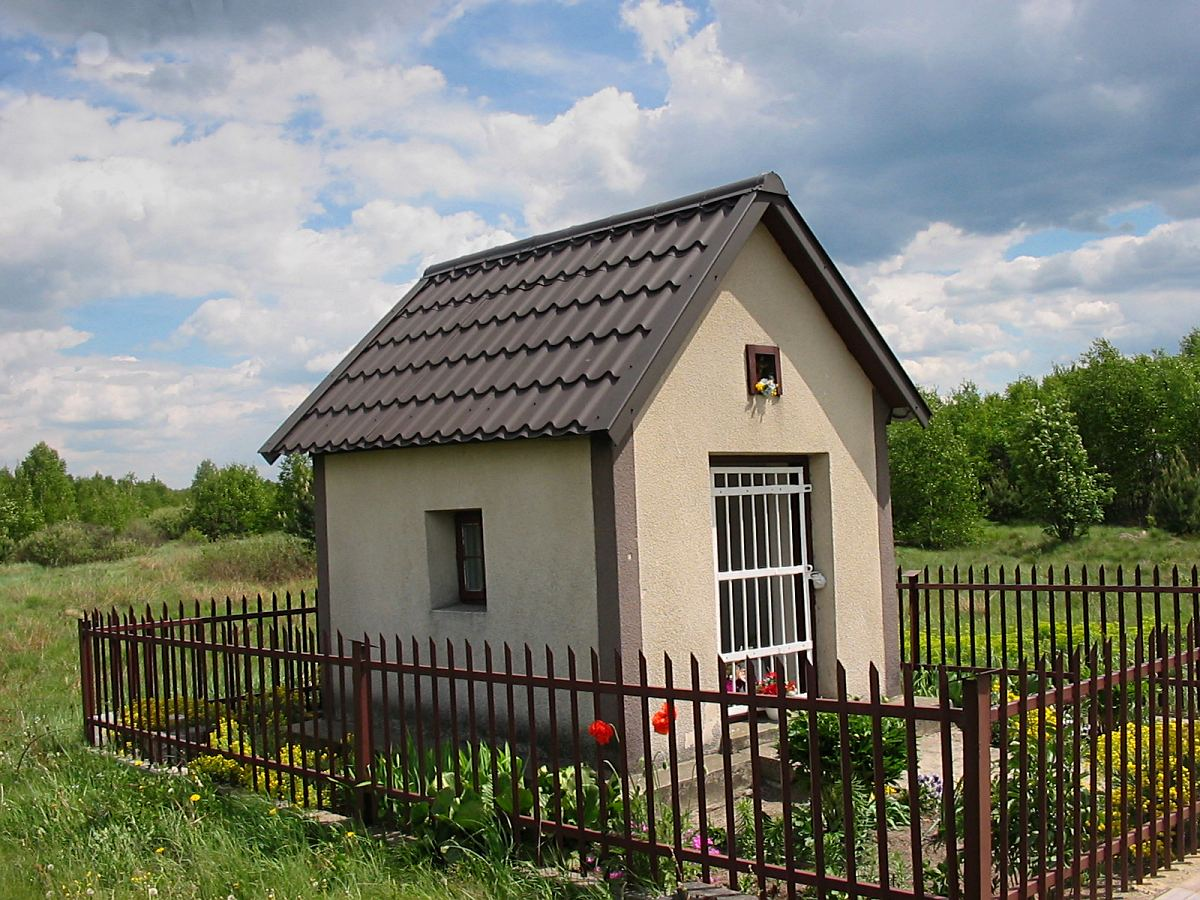
Kapliczka

## Kapliczki
- kapliczka murowana z XIX w. ufundowana przez rodzinę Jaglińskich (potomkowie rodzina Kociów, Woźniaków). Kapliczka została ufundowana w intencji szczęśliwego ocalenia powstańca styczniowego – członka rodziny. Do roku 1998 pozostawała pod wyłączną własnością i opieką potomków rodziny fundatorów.